# Kosuke Kitajima
Kosuke Kitajima 北島 康介 (Kitajima Kōsuke) (Tòquio, 22 de setembre de 1982) és un antic nedador japonès de braça.

## Biografia esportiva
Va fer història sent el primer nedador en batre un rècord mundial en els Jocs Asiàtics quan rebaixà el rècord dels 200 m estil braça a Busan, Corea del Sud, l'any 2002.
Dos anys més tard, en els Jocs Olímpics d'Atenes de 2004 guanyà la medalla d'or en els 100 i 200 m estil braça.
En els Jocs Olímpics de Pequín 2008 rebaixà el rècord del món a la final dels 100 m estil braça i aconseguí baixà dels 59 segons per primera vegada a la història. També aconseguí la medalla d'or en els 200 metres braça malgrat no aconseguir un nou rècord mundial.

## Marques personals
| Disciplina   | Temps   | Data                 |
| ------------ | ------- | -------------------- |
| 50 m. braça  | 27.78   | 27 de juliol de 2005 |
| 100 m. braça | 58.90   | 3 d'abril de 2012    |
| 200 m. braça | 2'07.51 | 8 de juny de 2008    |